# Ursus americanus cinnamomum
Ursus americanus cinnamomum — подвид чёрного медведя.

## Распространение
Обитает в центральных, восточных и западных районах Соединённых Штатов и Канады.
Также популяции встречаются в Колорадо, Нью-Мексико, Айдахо, Монтане, Вашингтоне, Манитобе, Миннесоте, Висконсине, Вайоминге, Калифорнии, Альберте, Онтарио и Британской Колумбии. Они также были замечены в Пенсильвании, Теннесси, Квебеке и Нью-Йорке, где делят территорию с чёрными медведями и, скорее всего, способны к размножению с ними.

## Описание

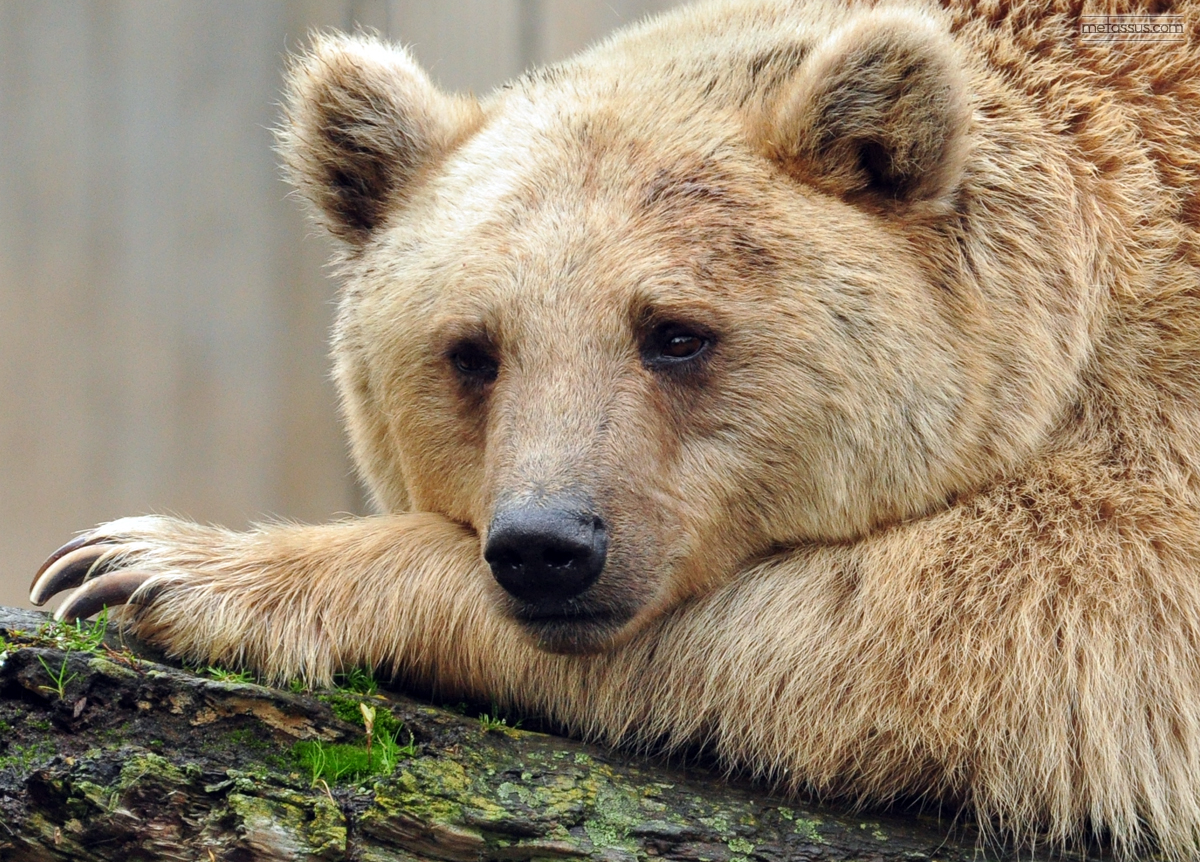
Ursus americanus cinnamomum

Главным отличием U. a. cinnamomum является цвет его меха: коричневый или красно-коричневый, напоминающий корицу (cinnamomum как раз и означает цвет корицы). Предполагают, что такой цвет шерсти на самом деле является имитацией цвета шерсти медведя гризли (явление мимикрии), с целью защиты (выдавая себя за опасного гризли, коричные U. a. cinnamomum защищаются от природных врагов).
Детеныши при рождении весят около 230 граммов. Взрослые особи весят от 90 до 270 килограммов (зависит от территории и питания).

## Питание
U. a. cinnamomum всеядны. Их рацион включает в себя фрукты, травы, орехи, мёд, а иногда — насекомых и мясо. Питание у разных особей различается и зависит от особенностей занимаемой территории.

## Образ жизни
U. a. cinnamomum в основном они ведут ночной образ жизни, но иногда активны и днём.
Как и все медвежьи, данный вид впадает в спячку зимой — обычно с конца октября или ноября по март или апрель в зависимости от погодных условий.
Продолжительность жизни U. a. cinnamomum составляет максимум 30 лет.